# جائزة أساهي
جائزة أساهي (باليابانية: 朝日賞) هي جائزة تمنحها جريدة أساهي شيمبون اليابانية ومؤسسة أساهي شيمبون تكريمًا للأشخاص والجماعات التي أسدت خدمات جليلة في مجالات الفنون والعلم الأكاديمي وأسهمت إسهامات عظيمة في تطوير وتقدم الثقافة والمجتمع اليابانيين بمفهومهما الواسع.
أُسست الجائزة سنة 1929، احتفالًا بالذكرى الخمسين لتأسيس جريدة أساهي، وهي تعد اليوم واحدة من أهم الجوائز الشخصية المرموقة في اليابان.

## من أبرز الحاصلين على الجائزة
الأشخاص المتبوعة أسماؤهم بعلامة ، حصلوا أيضًا على جائزة نوبل.

### في الفنون

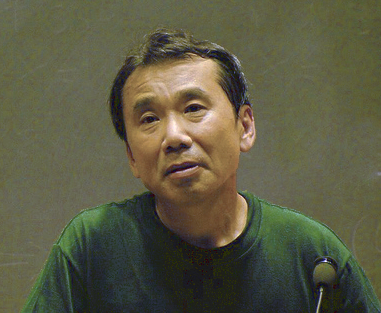
هاروكي موراكامي: جائزة أساهي في الفنون سنة 2006

- جيغورو كانو: مبتكر رياضة الجودو (1935)
- جونيتشيرو تانيزاكي: روائي (1948)
- أكيرا كوروساوا: مخرج سينمائي (1965)
- أوسامو تيزوكا: فنان مانغا (1987)
- كنزابورو أوي: روائي (1994)  (1994)
- تاداو أندو: معماري (1994)
- هاياو ميازاكي: مخرج سينمائي (2001)
- هاروكي موراكامي: روائي (2006)
- شيغيرو ميزوكي: فنان مانغا (2008)[3]
- شيجيرو بان: معماري (2014)

### في العلوم
- يوشيو نيشينا: فيزيائي (1944)

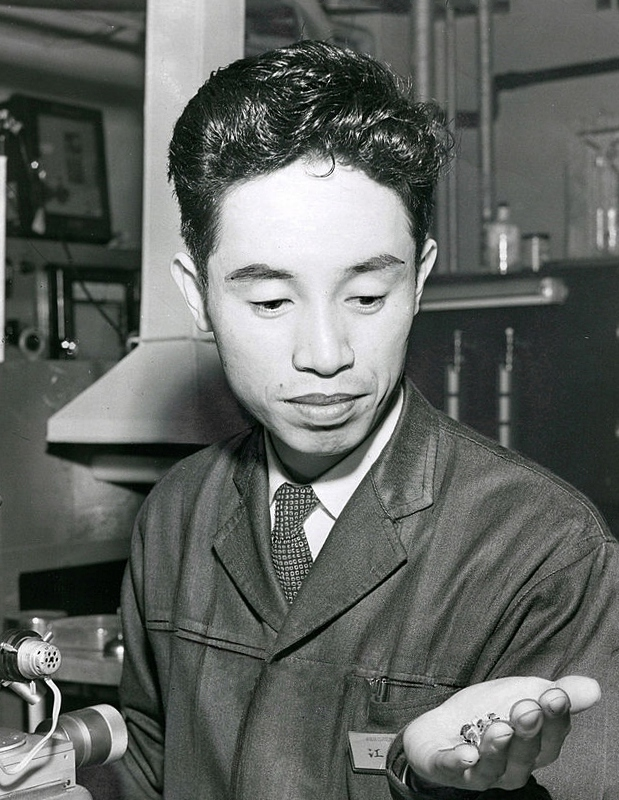
ليو إساكي: جائزة أساهي في العلوم سنة 1959

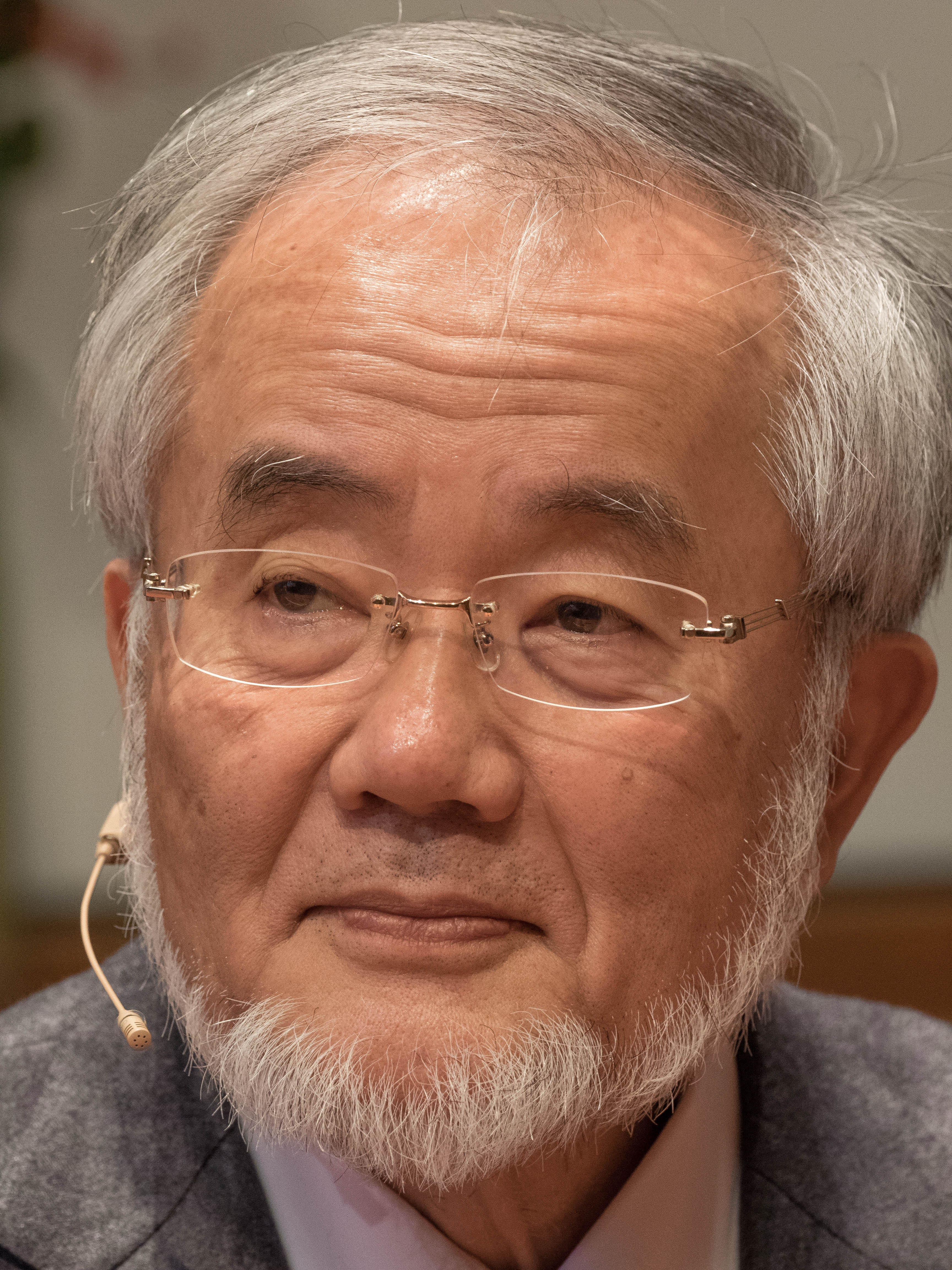
يوشينوري أوسومي: جائزة أساهي في العلوم سنة 2008

- شينيتشيرو توموناغا: فيزيائي (1946)  (1965)
- شويتشي ساكاتا: فيزيائي (1948)
- ليو إساكي: فيزيائي (1959)  (1973)
- هيسوكي هيروناكا: عالم رياضيات (1967)
- كيوشي إيتو: عالم رياضيات (1977)
- سوسومو تونيغاوا: عالم بيولوجيا جزيئية (1981)  (1987)
- ماساكي واتانابي: جرّاح عظام (1983)
- هيروتسوغو أكايكي: عالم إحصاء (1988)
- تادامتسو كيشيموتو: عالم مناعة (1988)
- توميساكو كاواساكي: طبيب أطفال (1989)
- غورو شيمورا: عالم رياضيات (1991)
- ريوجي نويوري: كيميائي (1992)  (2001)
- ماكوتو كوباياشي: فيزيائي (1994)  (2008)
- توشيهيده ماساكاوا: فيزيائي (1994)  (2008)
- فريق مشروع سوبر كاميوكاندي بقيادة يوجي توتسوكا (1998)
- شوجي ناكامورا: عالم مواد (2000)  (2014)
- إيسامو أكاساكي: عالم مواد (2000)  (2014)
- أوسامو شيمومورا: كيميائي (2006)  (2008)
- شينيا ياماناكا: عالم بيولوجيا طبية (2007)  (2012)
- يوشينوري أوسومي: عالم أحياء (2008)  (2016)
- مهمة هايابوسا (وكالة استكشاف الفضاء اليابانية) (2010)[4]
- كازوتوشي موري: عالم بيولوجيا جزيئية (2013)[5]
- هيرواكي ميتسويا: عالم فيروسات (2014)
- ساتوشي أومورا: عالم كيمياء حيوية (2014)  (2015)

## وصلات خارجية
- الموقع الرسمي
 (باليابانية)